# Přechovice
Přechovice är en ort i Tjeckien.   Den ligger i regionen Södra Böhmen, i den sydvästra delen av landet, 110 km söder om huvudstaden Prag. Přechovice ligger 447 meter över havet och antalet invånare är 106.
Terrängen runt Přechovice är platt åt nordost, men åt sydväst är den kuperad. Přechovice ligger nere i en dal.Runt Přechovice är det ganska glesbefolkat, med 40 invånare per kvadratkilometer. Närmaste större samhälle är Strakonice, 9,1 km norr om Přechovice. Omgivningarna runt Přechovice är en mosaik av jordbruksmark och naturlig växtlighet.